# Phyllodonta matalia
Phyllodonta matalia är en fjärilsart som beskrevs av Druce 1891. Phyllodonta matalia ingår i släktet Phyllodonta och familjen mätare. Inga underarter finns listade i Catalogue of Life.